# Hail Satan?
Pour plus de détails, voir Fiche technique et Distribution.
Hail Satan? est un film américain réalisé par Penny Lane, sorti en 2019.

## Synopsis
Le documentaire s'intéresse aux origines du Temple satanique.

## Fiche technique
- Titre : Hail Satan?
- Réalisation : Penny Lane
- Musique : Brian McOmber
- Photographie : Naiti Gámez
- Montage : Amy Foote et Aaron Wickenden
- Production : Gabriel Sedgwick
- Société de production : Hard Working Movies
- Société de distribution : Magnolia Pictures (États-Unis)
- Pays :  États-Unis
- Genre : Documentaire
- Durée : 95 minutes
- Dates de sortie : 
  -  États-Unis : 17 avril 2019

## Accueil
Le film a reçu un accueil favorable de la critique. Il obtient un score moyen de 76 % sur Metacritic.